# 血栓形成
血栓生成 （英文：Thrombosis）是描述血栓在血管內形成的現象。血栓形成會導致血流受阻。造成的原因不只一種，當血管壁受損時，血小板及纖維蛋白會組成血栓以止血。但即使血管壁沒有受損，血栓仍有可能生成。如果血栓離開原本的位置，隨血流進到其他地方，則稱為血行栓子。
血栓可能發生於靜脈或動脈。靜脈血栓會導致上游組織鬱血，動脈血栓則會導致其供應組織缺血並壞死。如果血栓移行到其他地方造成栓塞，這樣的情形稱為血栓栓塞（thromboembolism）。

## 症狀及徵象
血栓生成的症狀需視其影響的器官而定。

### 靜脈血栓
靜脈栓塞可分為下列數種細項：

#### 深靜脈血栓
深靜脈栓塞（Deep vein thrombosis，DVT）是深靜脈所產生的血栓。主要影響腿部的靜脈，例如股靜脈等。
造成深靜脈栓塞主要有下列三種因素：
- 血流過慢
- 血液過稠
- 管壁粗糙

深靜脈栓塞的症狀主要是組織腫脹，導致局部紅腫。

#### 潘-史症候群
潘-史症候群（Paget-Schroetter disease）是上肢血管（例如腋靜脈或鎖骨下靜脈 ）遭堵塞所致。該疾病常發生於劇烈運動後，且年輕人較常發生。此疾病男性患者較女性為多。

#### 巴-凱症候群（Budd-Chiari syndrome）
巴-凱症候群肇因於肝靜脈或下腔靜脈阻塞。病症為腹痛、腹水、肝腫大。治療方法多種，包括使用手術分流。

#### 肝門靜脈血栓形成
肝門靜脈栓塞通常導因於胰臟炎、肝硬化、憩室炎或膽管癌。
肝門靜脈栓塞可能導致高血壓和阻滯血流輸往肝臟的血流。

#### 腎靜脈血栓形成
腎靜脈栓塞會導致濾液減少，可用抗凝血療法治療。

#### 頸靜脈血栓形成
頸靜脈血栓形成可能肇因於惡性腫瘤、使用靜脈內藥物或是感染。
頸靜脈血栓形成會導致多種併發症，例如全身性敗血症、肺栓塞，以及是神經乳頭水腫。

病情通常在劇烈運動之後曝光，男人比女人易得此病。

### 動脈栓塞
動脈栓塞大部分起因於粥狀動脈血栓生成（atherothrombosis），另一個常見的原因是心房纖顫，心房纖顫造成血液流動阻滯。此外，心房纖顫的直流電路復律法（direct current cardioversion）也有很大的機會導致血栓形成，特別是進行超過48小時。
心房纖顫患者如未接受抗凝血治療，有5%的機會產生血栓。復律之後，血栓回經由大動脈的分支中推出。

#### 腦靜脈竇血栓
腦靜脈竇栓塞（CVST）是一種罕見的中風，症狀包括頭痛、不正常的視幻覺、以及中風的所有症狀，例如半邊麻痺等。
腦靜脈竇栓塞可用X射線斷層成像（Computed Tomography,CT）以及核磁共振照影來診斷。大部分患者都可以完全痊癒，死亡率約4.3%。

#### 中風
中風是腦部血流供應減少所導致的結果，可能肇因於局部缺血、栓塞、血栓或出血。栓塞性中風通常在動脈硬化的斑塊旁產生血栓，由於血栓是逐漸生成的，栓塞性中風通常發生的較慢。栓塞性中風通常可以分為兩大類：大血管性及小血管性，前者如頸內動脈栓塞、椎動脈栓塞或動脈環；後者影響較小的血管，如動脈環的分支。

#### 心肌梗塞
心肌梗塞肇因於冠狀動脈阻塞，而導致心肌缺氧而壞死。如果沒有及時搶救可能會導致猝死。

#### 其他
肝臟移植經常導致肝動脈栓塞。
動脈血栓也可能在四肢形成。
如果細菌感染血栓形成的部位，血栓可能會分解掉。碎片會隨著循環系統（膿血症、膿毒性血栓）轉移到全身各個部位。
而未被感染過的栓塞也可能脫落而進入循環，最後完全阻塞血管，可能導致組織壞死，即為梗塞。
大部分的血栓會被分解，而使血管再次暢通。

## 成因
血栓生成的預防須評估去可能發生的原因，有些人比較容易形成血栓。有些原因與發炎有關。在評估的血栓生成難易度的指標當中，最著名的為「菲爾紹三要素」（Virchow's triad），即高凝固性血液、內皮細胞受損，以及血流性質。
| 因子                                                            | 備註                                                                  | 參考文獻                          |
| --------------------------------------------------------------- | --------------------------------------------------------------------- | --------------------------------- |
| 血栓生成病史                                                    |                                                                       | [ 10 ]                            |
| 血管收縮                                                        |                                                                       | [ 12 ]                            |
| 血液緩流及亂流                                                  | 緩流能藉由運動改善                                                    | [ 12 ]                            |
| 中風                                                            |                                                                       | [ 13 ]                            |
| 心臟衰竭                                                        |                                                                       | [ 13 ]                            |
| 坐姿生活型態                                                    | 改變生活型態                                                          | [ 12 ]                            |
| Plaster cast                                                    | transient                                                             | [ 13 ]                            |
| 脱水                                                            | 補水                                                                  | [ 12 ]                            |
| Acute respiratory failure                                       |                                                                       | [ 13 ]                            |
| 心律不整                                                        |                                                                       | [ 12 ]                            |
| 休克                                                            |                                                                       | [ 12 ]                            |
| 肥胖症                                                          | modifiable                                                            | [ 9 ] [ 13 ] [ 14 ] [ 15 ] [ 16 ] |
| 妊娠及產後                                                      |                                                                       | [ 9 ] [ 15 ] [ 16 ]               |
| 靜脈曲張                                                        |                                                                       | [ 13 ] [ 15 ]                     |
| 外科手術                                                        |                                                                       | [ 9 ] [ 15 ]                      |
| 創傷                                                            |                                                                       | [ 9 ] [ 13 ] [ 15 ]               |
| 雌激素類口服避孕药                                              | discontinuation reduces risk                                          | [ 9 ] [ 12 ] [ 15 ]               |
| Hormone replacement therapy                                     | discontinuation reduces risk                                          | [ 9 ]                             |
| Ovarian hyper-stimulation therapy to treat infertility          |                                                                       | [ 9 ]                             |
| Compression of a vein or artery by abnormality, tumor, hematoma |                                                                       | [ 9 ]                             |
| Long surgeries                                                  |                                                                       | [ 14 ]                            |
| Pacing wires                                                    |                                                                       | [ 15 ] [ 17 ]                     |
| Local vein damage, incompetent valves                           |                                                                       | [ 12 ] [ 15 ] [ 16 ]              |
| 中心靜脈導管                                                    |                                                                       | [ 15 ]                            |
| 透析導管                                                        |                                                                       | [ 15 ]                            |
| 重複使力傷害                                                    |                                                                       | [ 15 ]                            |
| Immobility                                                      | associated with long travel times and post-surgical - modifiable risk | [ 13 ] [ 15 ]                     |
| 脊髓損傷                                                        |                                                                       | [ 15 ]                            |
| 老化                                                            |                                                                       | [ 9 ] [ 12 ] [ 13 ] [ 15 ]        |
| 癌症                                                            |                                                                       | [ 15 ]                            |
| 敗血症                                                          |                                                                       | [ 15 ]                            |
| 血球增多                                                        |                                                                       | [ 15 ]                            |
| Protein C或S缺乏                                                | congenital; associated with Warfarin necrosis                         | [ 15 ]                            |
| 抗磷脂综合征                                                    | altered coagulation                                                   | [ 15 ]                            |
| Factor V Leiden defect                                          | altered coagulation                                                   | [ 15 ]                            |
| Prothrombin G20210A defect                                      | altered coagulation                                                   | [ 15 ]                            |
| 高同型半胱氨酸血症                                              | altered coagulation                                                   | [ 15 ]                            |
| Elevated factors II, VIII, IX, XI                               | altered coagulation                                                   | [ 15 ]                            |
| Antithrombin III deficiency                                     | altered coagulation                                                   | [ 15 ]                            |
| Falls and hip fracture                                          | related to immobility                                                 | [ 18 ]                            |
| Selective estrogen-receptor modulators                          |                                                                       | [ 9 ]                             |
| 红细胞生成-stimulating agents                                   |                                                                       | [ 9 ]                             |
| Acute medical illness                                           |                                                                       | [ 9 ]                             |
| 炎症性肠病                                                      |                                                                       | [ 9 ]                             |
| Nephrotic syndrome                                              |                                                                       | [ 9 ]                             |
| Myeloproliferative disorders                                    |                                                                       | [ 9 ]                             |
| Paroxysmal nocturnal hemoglobinnuria                            |                                                                       | [ 9 ]                             |
| Thrombophilias                                                  |                                                                       | [ 9 ]                             |
| Post-menopausal hormone replacement therapy                     | discontinuation reduces risk                                          | [ 9 ]                             |
| Right heart failure                                             |                                                                       | [ 16 ]                            |
| Venous inflammation/phlebitis                                   | when a thrombus forms, it is thrombophlebitis                         | [ 12 ]                            |

## 機轉
造成血栓的主要原因有三項，稱為「菲爾紹三要素」，有時影響的原因不只一項：
- 高凝固性血液
- 內皮細胞受損
- 血流的性質（例如亂流）

### 高凝固性血液
栓塞值得主要成因有：
1.基因缺陷
2.自體免疫失調
近期的研究顯示嗜中性球在深靜脈栓塞中扮演重要的角色。

### 內皮細胞受損
內皮受損的原因包括創傷、手術、感染或血管分支處的亂流。主要機制是組織因子的影響。

### 血液亂流
導致擾流的原因可能有：
- 流經傷口
- 靜脈鬱滯：易導致靜脈曲張。原因可能是長期維持坐姿，或是心臟衰竭[22]。
- 心房纖顫：導致左心房血液鬱積或左心耳血栓（left atrial appendage，LAA）。 [22]
- 白血病等癌症的癌細胞會分泌促凝劑，而增加了血栓形成的機率（腫瘤伴生症候群，paraneoplastic syndrome）。此外，腫瘤形成後會壓迫血管，甚至在某些罕見的狀況下，腫瘤甚至會深入血管中，如腎細胞癌深入腎血管中[22]。此外，癌症的治療放射、化療等也增加了產生栓塞質的機會。[22]

## 分類
栓塞主要可分為兩種，動脈栓塞以及靜脈栓塞。而此兩者又可在分為數種細項。
血栓的类型及形态取决于血栓发生的部位和局部血流的速度,血栓类型一般分为以下4种。

### 白色血栓
由于心血管内皮细胞损伤，血小板黏附聚集于受损的心血管内膜处，并不断增大而形成白色血栓。
肉眼观：血栓呈灰白色，表面粗糙，质硬，与血管壁紧密黏着。
光镜下：主要由血小板及少量纤维蛋白构成。
白色血栓常位于血流较快的心瓣膜，心腔和动脉内，如急性风湿性心内膜炎，在二尖瓣闭锁缘上形成的赘生物即为白色血栓。在静脉血栓中，白色血栓位于血栓的起始部，构成延续性血栓的头部。

### 混合血栓
白色血栓形成后，其下游血流减慢，涡流形成，继而在血管壁上形成多个新的血小板黏集堆，并逐渐堆积伸展，形成血小板小梁，流经其中的血液更加缓慢并形成涡流。当局部的凝血物质达到有效浓度时，纤维蛋白原形成纤维蛋白网，网眼内充满红细胞和少量白细胞，即形成灰白色和红褐色相间的层状结构，称为混合血栓，也称层状血栓。混合血栓构成静脉延续性血栓的体部。发生于心肌梗死区心腔内、动脉粥样斑块部位或动脉瘤内可称为附壁血栓；二尖瓣狭窄时，扩大的左心房内可形成球形血栓。

### 红色血栓
混合血栓不断延长、增大，可使血管完全阻塞，形成闭塞性血栓。此时下游血流停滞，血液凝固形成红色血栓，构成静脉延续性血栓的尾部。
肉眼观：新鲜者呈暗红色、湿润、弹性差；陈旧者由于水分被吸收而变得干燥、易碎、并易于脱落形成栓子。
电镜下：主要为大量的红细胞，及少量纤维蛋白和血小板。

### 透明血栓
透明血栓发生于微循环毛细血管内，只能在显微镜下见到，又称微血栓。主要由纤维蛋白构成，故又称纤维蛋白性血栓，常见于弥散性血管内凝血。

## 預防
肝素常在外科手術中用做預防血栓形成的藥劑。所有抗凝劑都會增加出血風險，因此必須進行風險效益評估。對於住院病人而言，血栓形成為重要致死併發症。英國上議院健康調查委員會指出，該國於2005年因血栓生成而致死的人數約為25,000人，其中50%的病人是於住院期間病逝。因此，血栓預防（thromboprophylaxis）的概念在近年來益發重視。外科手術住院的病人常使用壓力襪進行預防。重大疾病患者、行動不便者，進行骨科手術者。醫學指引建議使用低分子量肝素（LMWH）、小腿肚機械性壓迫進行預防。如果有其他禁忌或是罹患深靜脈血栓者，可考慮安裝下肢靜脈過濾器。其他外科手術的醫療問題也常以LMWH進行血栓預防。英国首席醫療官有提出一份預防血栓形成的指南。

## 治療
華法林、抗維生素K劑為可有效避免血栓形成的抗凝血劑。而如果需要更有效的治療，可配合注射肝素。但所有治療方法皆有出血的風險。因此國際規度化之比值監測血常規和凝血功能。在德國，20%的患者會進行自我管理，以監測自己血栓形成的風險，而美國只有1%。

## 外部連結
- 维基共享资源上的相關多媒體資源：血栓形成
- 中的“血栓形成”
- AZ疫苗疑引發血栓 挪威、德國研究找到原因了 （页面存档备份，存于）